# Faiditus solidao
Faiditus solidao är en spindelart som först beskrevs av Claude Lévi 1967.  Faiditus solidao ingår i släktet Faiditus och familjen klotspindlar. Inga underarter finns listade i Catalogue of Life.